# جحفیه (اربد)
جحفیه (به عربی: جحفیة) یک منطقهٔ مسکونی در اردن است که در استان اربد واقع شده‌است. جحفیه ۴٬۲۵۱ نفر جمعیت دارد و ۷۹۴ متر بالاتر از سطح دریا واقع شده‌است.